# Hoikkasaari (ö i Södra Karelen, Villmanstrand, lat 61,23, long 27,58)
Hoikkasaari är en ö i Finland. Den ligger i sjön Kuolimo och i kommunen Savitaipale i den ekonomiska regionen  Villmanstrands ekonomiska region  och landskapet Södra Karelen, i den södra delen av landet, 180 km nordost om huvudstaden Helsingfors. Öns area är 0,2 hektar och dess största längd är 140 meter i nord-sydlig riktning.